# Абдулкадыров, Джамалутдин Анварович
Джамалутди́н Анва́рович Абдулкады́ров (род. 23 марта 2005, Махачкала) — российский футболист, защитник московского ЦСКА.

## Клубная карьера
Родился в Махачкале.
Футболом начал заниматься в махачкалинской РДЮСШ. В 2014 году пополнил состав академии «Анжи». 30 августа 2019 года перешёл в академию московского ЦСКА.
В составе молодёжной команды ЦСКА стал победителем Молодёжной футбольной лиги в сезоне 2024.
26 апреля 2025 года в матче чемпионата России против московского «Спартака» дебютировал в профессиональном футболе. 
В сезоне 2024/25 с клубом стал бронзовым призёром чемпионата России. Также стал обладателем Кубка России 2024/25.
В составе клуба завоевал Суперкубок России 2025.

## Карьера в сборной
В марте 2025 года был вызван в сборную России (до 21 года). 22 марта 2025 года в матче против сборной Колумбии (до 20 лет) дебютировал в её составе.
В мае 2025 года впервые был вызван на УТС основной сборной России. 10 июня 2025 года дебютировал за неё, выйдя в стартовом составе на товарищеский матч против сборной Беларуси.

## Статистика выступлений

### Клубная
| Выступление      | Выступление      | Выступление      | Лига | Лига | Кубки | Кубки | Итого | Итого |
| Клуб             | Лига             | Сезон            | Игры | Голы | Игры  | Голы  | Игры  | Голы  |
| ---------------- | ---------------- | ---------------- | ---- | ---- | ----- | ----- | ----- | ----- |
| ЦСКА (Москва)    | РПЛ              | 2024/25          | 3    | 0    | 1     | 0     | 4     | 0     |
| ЦСКА (Москва)    | РПЛ              | 2025/26          | 3    | 0    | 2     | 0     | 5     | 0     |
| ЦСКА (Москва)    | Итого            | Итого            | 6    | 0    | 3     | 0     | 9     | 0     |
| Всего за карьеру | Всего за карьеру | Всего за карьеру | 6    | 0    | 3     | 0     | 9     | 0     |

### Матчи за сборную
| Матчи Абдулкадырова за сборную России | Матчи Абдулкадырова за сборную России | Матчи Абдулкадырова за сборную России | Матчи Абдулкадырова за сборную России | Матчи Абдулкадырова за сборную России | Матчи Абдулкадырова за сборную России |
| №                                     | Дата                                  | Оппонент                              | Счёт                                  | Голы                                  | Соревнование                          |
| ------------------------------------- | ------------------------------------- | ------------------------------------- | ------------------------------------- | ------------------------------------- | ------------------------------------- |
| 1                                     | 10 июня 2025                          | Беларусь                              | 1:4                                   | —                                     | Товарищеский матч                     |

Итого: 1 матч / 0 голов; 1 победа, 0 ничьих, 0 поражений.

## Достижения
ЦСКА (Москва)
- Бронзовый призёр чемпионата России: 2024/25
- Победитель Молодёжной футбольной лиги: 2024
- Обладатель Кубка России: 2024/25
- Обладатель Суперкубка России: 2025
- Итого : 3 трофея